# Campeonato Mundial de Ciclismo en Pista de 2007
El CIV Campeonato Mundial de Ciclismo en Pista se celebró en Palma de Mallorca (España) entre el 29 de marzo y el 1 de abril de 2007 bajo la organización de la Unión Ciclista Internacional (UCI) y la Real Federación Española de Ciclismo.
Las competiciones se realizaron en el velódromo Palma Arena de la capital balear. En total se disputaron 17 pruebas, 10 masculinas y 7 femeninas.

## Calendario
| Día   | Hora* | Evento                   | Tipo |
| ----- | ----- | ------------------------ | ---- |
| 29.03 | 20:05 | Persecución ind.         | M    |
| 29.03 | 20:20 | Omnium                   | M    |
| 29.03 | 20:45 | Velocidad por eqs.       | F    |
| 29.03 | 21:15 | Velocidad por eqs.       | M    |
| 30.03 | 19:00 | Persecución ind.         | F    |
| 30.03 | 20:00 | Persecución por eqs.     | M    |
| 30.03 | 20:50 | Kerin                    | M    |
| 30.03 | 21:05 | Scratch 15 km            | M    |
| 31.03 | 17:15 | 500 m contrarreloj       | F    |
| 31.03 | 18:35 | Carrera por puntos 40 km | M    |
| 31.03 | 19:45 | Velocidad ind.           | F    |
| 31.03 | 19:55 | Scratch 10 km            | F    |
| 01.04 | 15:00 | 1 km contrarreloj        | M    |
| 01.04 | 16:10 | Madison 50 km            | M    |
| 01.04 | 17:50 | Carrera por puntos 25 km | F    |
| 01.04 | 18:20 | Velocidad ind.           | M    |
| 01.04 | 18:50 | Keirin                   | F    |

- (*) – Hora local de Palma de Mallorca (UTC +2)

## Países participantes
Participaron 302 cilcistas de 36 países (entre paréntesis el número de ciclistas por país):
| - Alemania (22) - Argentina (4) - Australia (19) - Austria (5) - Azerbaiyán (1) - Bélgica (7) - Bielorrusia (4) - Canadá (4) - China (12) | - Colombia (3) - Cuba (3) - Dinamarca (10) - España (19) - Estados Unidos (7) - Finlandia (2) - Francia (18) - Grecia (7) - Hong Kong (1) | - Irlanda (1) - Italia (15) - Jamaica (2) - Japón (12) - Lituania (8) - Malasia (3) - México (2) - Noruega (1) - Nueva Zelanda (12) | - Países Bajos (17) - Polonia (7) - Reino Unido (18) - República Checa (13) - Rusia (18) - Suiza (5) - Ucrania (15) - Uzbekistán (2) - Venezuela (3) |

## Medallistas

### Masculino
| Evento                          | Oro                                                                            | Plata | Bronce                                                                             |
| ------------------------------- | ------------------------------------------------------------------------------ | --- | ---------------------------------------------------------------------------------- |
| Velocidad individual (01.04)    | Theo Bos · Países Bajos                                                        | Grégory Baugé Francia                                                                                          | Mickaël Bourgain Francia                                                           |
| Velocidad por equipos (29.03)   | Francia Grégory Baugé Mickaël Bourgain Arnaud Tournant 43,830                  | Reino Unido Ross Edgar Chris Hoy Craig MacLean 43,832                                                          | Alemania · Robert Förstemann · Maximilian Levy · Stefan Nimke · 44,240             |
| Persecución individual (29.03)  | Bradley Wiggins Reino Unido                                                    | Robert Bartko · Alemania · ALC                                                                                 | Sergi Escobar Roure · España · 4.23,417                                            |
| Persecución por equipos (30.03) | Reino Unido Edward Clancy Geraint Thomas Paul Manning Bradley Wiggins 3:57,468 | Ucrania · Liubomyr Polataiko · Maxym Polishchuk · Vitali Popkov · Vitali Shchedov · Roman Kononenko · 4:03,280 | Dinamarca Casper Jørgensen Jens-Erik Madsen Michael Mørkøv Alex Rasmussen 4:04,093 |
| 1 km contrarreloj (01.04)       | Chris Hoy Reino Unido 1:00,999                                                 | François Pervis Francia 1:01,838                                                                               | Jamie Staff Reino Unido 1:02,074                                                   |
| Carrera por puntos (31.03)      | Joan Llaneras Roselló · España · 76 pts.                                       | Iljo Keisse · Bélgica · 55 pts.                                                                                | Mijail Ignatiev · Rusia · 52 pts.                                                  |
| Scratch (30.03)                 | Wong Kam Po Hong Kong                                                          | Wim Stroetinga · Países Bajos                                                                                  | Rafał Ratajczyk · Polonia                                                          |
| Keirin (30.03)                  | Chris Hoy Reino Unido                                                          | Theo Bos · Países Bajos                                                                                        | Ross Edgar Reino Unido                                                             |
| Madison (01.04)                 | Franco Marvulli · Bruno Risi · Suiza · 14 pts.                                 | Peter Schep · Danny Stam · Países Bajos · 13 pts.                                                              | Alois Kaňkovský · Petr Lazar · República Checa · 11 pts.                           |
| Ómnium (29.03)                  | Alois Kaňkovský · República Checa · 19 pts.                                    | Walter Pérez Argentina 28 pts.                                                                                 | Charles Bradley Huff Estados Unidos 37 pts.                                        |

### Femenino
| Evento                         | Oro                                                 | Plata                                                  | Bronce                                       |
| ------------------------------ | --------------------------------------------------- | ------------------------------------------------------ | -------------------------------------------- |
| Velocidad individual (31.03)   | Victoria Pendleton Reino Unido                      | Guo Shuang China                                       | Anna Meares Australia                        |
| Velocidad por equipos (29.03)  | Reino Unido Victoria Pendleton Shanaze Reade 33,631 | Países Bajos · Yvonne Hijgenaar · Willy Kanis · 33,974 | Australia Kristine Bayley Anna Meares 33,810 |
| Persecución individual (30.03) | Sarah Hammer Estados Unidos 3:30,213                | Rebecca Romero Reino Unido 3:33,409                    | Katie Mactier Australia 3:36,306             |
| 500 m contrarreloj (31.03)     | Anna Meares Australia 33,588 RM                     | Lisandra Guerra Rodríguez · Cuba · 34,015              | Natalia Tsylinskaya · Bielorrusia · 34,430   |
| Carrera por puntos (01.04)     | Katherine Bates Australia 35 pts.                   | Mie Bekker Lacota Dinamarca 29 pts.                    | Catherine Cheatley Nueva Zelanda 27 pts.     |
| Scratch (31.03)                | Yumari González Valdivieso · Cuba                   | María Luisa Calle · Colombia                           | Adrie Visser · Países Bajos                  |
| Keirin (01.04)                 | Victoria Pendleton Reino Unido                      | Guo Shuang China                                       | Anna Meares Australia                        |

## Medallero
| Núm. | País            | Oro | Plata | Bronce | Total |
| ---- | --------------- | --- | ----- | ------ | ----- |
| 1    | Reino Unido     | 7   | 2     | 2      | 11    |
| 2    | Australia       | 2   | 0     | 4      | 6     |
| 3    | Países Bajos    | 1   | 4     | 1      | 6     |
| 4    | Francia         | 1   | 2     | 1      | 4     |
| 5    | Cuba            | 1   | 1     | 0      | 2     |
| 6    | España          | 1   | 0     | 1      | 2     |
| 6    | Estados Unidos  | 1   | 0     | 1      | 2     |
| 6'   | República Checa | 1   | 0     | 1      | 2     |
| 9    | Hong Kong       | 1   | 0     | 0      | 1     |
| 9    | Suiza           | 1   | 0     | 0      | 1     |
| 11   | China           | 0   | 2     | 0      | 2     |
| 12   | Alemania        | 0   | 1     | 1      | 2     |
| 12   | Dinamarca       | 0   | 1     | 1      | 2     |
| 14   | Argentina       | 0   | 1     | 0      | 1     |
| 14   | Bélgica         | 0   | 1     | 0      | 1     |
| 14   | Colombia        | 0   | 1     | 0      | 1     |
| 14   | Ucrania         | 0   | 1     | 0      | 1     |
| 18   | Bielorrusia     | 0   | 0     | 1      | 1     |
| 18   | Nueva Zelanda   | 0   | 0     | 1      | 1     |
| 18   | Polonia         | 0   | 0     | 1      | 1     |
| 18   | Rusia           | 0   | 0     | 1      | 1     |
|      | TOTAL           | 17  | 17    | 17     | 51    |